# Irlbachia speciosa
Irlbachia speciosa là một loài thực vật có hoa trong họ Long đởm. Loài này được (Cham. & Schltdl.) Maas mô tả khoa học đầu tiên năm 1985.